# Perus kommunistiska parti

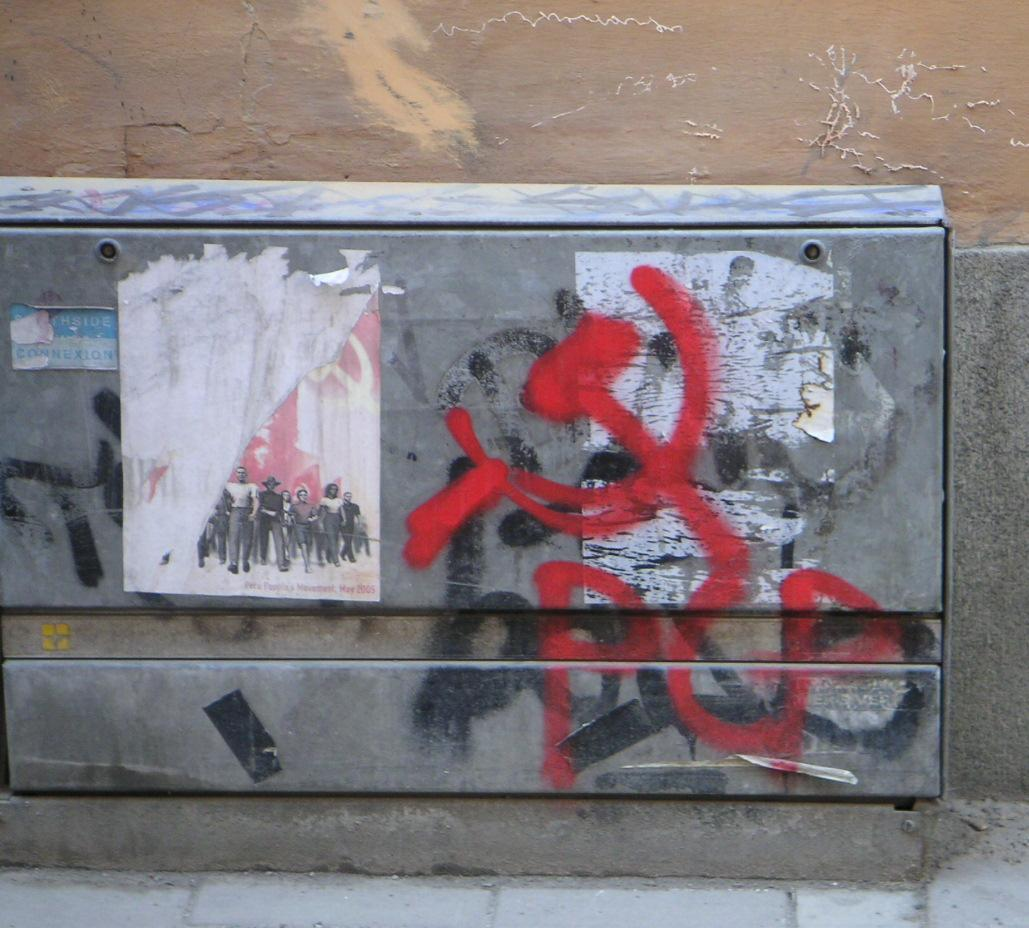
Pro-PCP graffiti i Stockholm

Perus kommunistiska parti, (spanska Partido Comunista del Peru), förkortat PCP, är ett underjordiskt peruanskt maoistiskt kommunistparti som bedriver väpnad kamp. Gruppen benämns ofta Sendero Luminoso ("Den lysande stigen"). Partiet är en del av den maoistiska Revolutionära Internationalistiska Rörelsen. Sendero Luminoso har av Europeiska unionen och USA:s federala statsmakt stämplats som en terroriströrelse och många av dess medlemmar avtjänar fortfarande långa fängelsestraff för sin medverkan i terrordåd under 1980- och 1990-talet. Några av de mest kända terrordåden är bomben i bostads- och affärsområdet Tarata och bomben mot kanal 2. Under 2000-talet har man försökt förmedla en bild av en strikt politisk rörelse även om det fortfarande förekommer terrordåd i lantliga delar av landet.
Partiet bildades som en utbrytning ur det prokinesiska kommunistpartiet i Peru på 1960-talet. Partiets ledare är Abimael Guzmán Reynoso (ordförande Gonzalo), dåvarande professor i filosofi, som förde partiet till att bli ett marxist-leninist-maoistiskt parti och utformade det som, efter maoistisk modell, kallas Gonzalos-tänkandet, det vill säga ideologins tillämpning på Perus konkreta förhållanden. Björn Kumm skriver i Terrorismens historia att "Kritikerna fann det också anmärkningsvärt, att en organisation som kallade sig befrielserörelse ägnade sig åt tortyr, likskändning och offentliga avrättningar."
År 1980 inledde gruppen ett väpnat uppror i Peru, med huvudsaklig bas i Ayacucho, ett så kallat folkkrig som skakade Peru under hela 1980-talet. Stundtals kontrollerade man stora delar av landet och var på randen till maktövertagande. Partiet förlorade dock större delen av sin styrka sedan "Ordförande Gonzalo" gripits av regeringsstyrkor 1992. Idag har partiet i viss mån återfått sin styrka efter den nedgång gripandet innebar, och man påstår sig regelbundet utföra väpnade aktioner.
Enligt en rapport från Perus Sannings- och försoningskommission dödades eller försvann cirka 69 000 peruaner i kriget under 1980- och 1990-talet. Enligt rapporten bär Sendero Luminoso ansvaret för hälften av offren medan regeringens säkerhetsstyrkor ansvarar för en tredjedel. Ansvaret för resterande offer tillskrivs mindre gerillagrupper och lokal milis.
I Sverige finns Vänskapsförbundet Sverige – Det Nya Peru, som gör anspråk på att vara PCP:s svenska motsvarighet, men ingen av dessa är erkända av partiet som sådana. Den svenska föreningen ger ut tidskriften Informationsbulletinen det Nya Peru.
Red Sun magazine är en tidning som försvarar PCP:s aktioner samt publicerar dokument av relevans för partiet.
Enligt Amnesty bär denna organisation ansvaret för uppemot 25 000 dödsfall fram till 1992.